# Wishbone Ash (Album)
Wishbone Ash ist das Debütalbum der gleichnamigen englischen Rockband. Es wurde am 4. Dezember 1970 auf MCA Records und Decca Records veröffentlicht.

## Geschichte
Dieses Album wurde schnell erfolgreich, da Wishbone Ash im gleichen Jahr als Vorgruppe von Deep Purple spielte. Produziert wurde die LP von Derek Lawrence, der auch für Deep Purple arbeitete. Auf Wishbone Ash spielte die Band bereits ihren typischen melodiösen Gitarrenrock, dominiert vom harmonischen Zusammenspiel der beiden Leadgitarristen und Sänger Ted Turner und Andy Powell. Die Titel sind eher dem Bluesrock und Boogie als dem Progressive Rock zuzuordnen. Auf dem fast 7-minütigen Errors of My Way ist aber durch den dreistimmigen Harmoniegesang der Band und den 6/8-Takt auch deutlich die Hinwendung zum Folkrock anglo-keltischer Ausprägung zu hören.
Das Coverfoto zeigt eine Furcula, die aus den zusammengewachsenen Schlüsselbeinknochen eines Vogels gebildet wird und die Form einer Wünschelrute (= wishbone) hat; verbrannt, bildet sich die namengebende Wünschelrutenasche (= wishbone ash). Auf der Rückseite des Covers sind dann auch die beiden als Griff dienenden Äste zu sehen, angebrannt und teilweise zu Asche zerfallen.
In Großbritannien konnte sich die LP am 23. Januar 1971 auf Rang 34 platzieren. Als Single wurde im Februar 1971 Blind Eye mit der B-Seite Queen of Torture veröffentlicht. Auf CD erschien das Album erstmals 1992 auf MCA.

## Rezeption
Wenn der Begriff „Jam Band“ damals bereits existiert hätte, so Dave Sleger im All Music Guide, wäre Wishbone Ash als „einer der bedeutendsten Vertreter dieser Art von Musik“ bezeichnet worden. Er sieht ihr Debütalbum, verglichen mit anderen britischen Hardrock-LPs dieser Zeit, als „nette Bereicherung innerhalb des Genres“.

## Titelliste
1. Blind Eye – 3:42
2. Lady Whiskey – 6:11
3. Errors of My Way – 6:56
4. Queen of Torture – 3:21
5. Handy – 11:36
6. Phoenix – 10:27

Alle Titel komponiert von Andy Powell, Martin Turner, Ted Turner und Steve Upton.